# Championnats d'Europe de skeleton 2003
Navigation
Édition précédente Édition suivante
Les championnats d'Europe de skeleton 2003, neuvième édition des championnats d'Europe de skeleton, ont lieu du 21 au 24 janvier 2003 à Saint-Moritz, en Suisse. L'épreuve masculine est remportée par l'Autrichien Walter Stern devant le Suisse Gregor Stähli et l'Allemand Florian Grassl tandis que l'Allemande Monique Riekewald gagne l'épreuve féminine, dont c'est la première apparition dans cette compétition, devant sa compatriote Diana Sartor et la Suisse Tanja Morel.